# UCI-Cyclocross-Weltcup 2003/04
Beim UCI-Cyclocross-Weltcup 2003/04 wurden von Oktober 2003 bis Februar 2004 durch die Union Cycliste Internationale Weltcup-Sieger im Cyclocross ermittelt. 
Insgesamt wurden jeweils sechs Rennen für Männer und Frauen in sechs verschiedenen Ländern ausgetragen.

## Elite

### Frauen
| Rnd | Datum             | Ort          | Erste                | Zweite            | Dritte               |
| --- | ----------------- | ------------ | -------------------- | ----------------- | -------------------- |
| 1   | 26. Oktober 2003  | Turin        | Daphny van den Brand | Hanka Kupfernagel | Marianne Vos         |
| 2   | 16. November 2003 | Sankt Wendel | Hanka Kupfernagel    | Alison Dunlap     | Maryline Salvetat    |
| 3   | 7. Dezember 2003  | Wetzikon     | Hanka Kupfernagel    | Maryline Salvetat | Laurence Leboucher   |
| 4   | 28. Dezember 2003 | Koksijde     | Hanka Kupfernagel    | Maryline Salvetat | Marianne Vos         |
| 5   | 18. Januar 2004   | Nommay       | Hanka Kupfernagel    | Maryline Salvetat | Daphny van den Brand |
| 6   | 15. Februar 2004  | Pijnacker    | Marianne Vos         | Hanka Kupfernagel | Daphny van den Brand |

Gesamtwertung
| Platz | Name                   | Punkte |
| ----- | ---------------------- | ------ |
| 1     | Hanka Kupfernagel      | 390    |
| 2     | Marianne Vos           | 292    |
| 3     | Maryline Salvetat      | 286    |
| 4     | Reza Hormes-Ravenstijn | 241    |
| 5     | Daphny van den Brand   | 235    |

### Männer
| Rnd | Datum             | Ort          | Erster              | Zweiter             | Dritter         |
| --- | ----------------- | ------------ | ------------------- | ------------------- | --------------- |
| 1   | 26. Oktober 2003  | Turin        | Sven Nys            | Bart Wellens        | Mario De Clercq |
| 2   | 16. November 2003 | Sankt Wendel | Sven Nys            | Jiří Pospíšil       | Ben Berden      |
| 3   | 7. Dezember 2003  | Wetzikon     | Sven Nys            | Bart Wellens        | Tom Vannoppen   |
| 4   | 28. Dezember 2003 | Koksijde     | Ben Berden          | Richard Groenendaal | Erwin Vervecken |
| 5   | 18. Januar 2004   | Nommay       | Bart Wellens        | Richard Groenendaal | Erwin Vervecken |
| 6   | 15. Februar 2004  | Pijnacker    | Richard Groenendaal | Tom Vannoppen       | Erwin Vervecken |

Gesamtwertung
| Platz | Name                | Punkte |
| ----- | ------------------- | ------ |
| 1     | Richard Groenendaal | 310    |
| 2     | Sven Nys            | 299    |
| 3     | Bart Wellens        | 280    |
| 4     | Ben Berden          | 240    |
| 5     | Tom Vannoppen       | 238    |
| 6     | Erwin Vervecken     | 229    |